# Phalaenomorpha chlorotica
Phalaenomorpha chlorotica är en insektsart som beskrevs av Gerstaecker 1895. Phalaenomorpha chlorotica ingår i släktet Phalaenomorpha och familjen Flatidae. Inga underarter finns listade i Catalogue of Life.